# Karmen Kočar
Karmen Kočar (* 1. Dezember 1982 in Ljubljana, Slowenien) ist eine slowenische Volleyball-Nationalspielerin.

## Karriere
Ihre sportliche Karriere startete Kočar 2002 in ihrer Heimatstadt Ljubljana. Sowohl 2004 als auch 2005 konnte sie mit dem Klub das slowenische Double aus Meisterschaft und Pokalwettbewerb gewinnen. Nach den beiden Titeljahren wechselte sie zum österreichischen Erstligisten SVS Post Schwechat. Mit dem Verein wurde sie österreichische Meisterin und durch ein 3:2 gegen ATSC Klagenfurt österreichischer Pokalsieger. Im Anschluss folgte ein einjähriges Gastspiel in Frankreich bei Béziers Volley, bevor Kočar von 2007 bis 2010 wieder in ihrer slowenischen Heimat bei Nova KBM Branik Maribor spielte. Während ihres Engagements wurde sie 2009 erneut slowenische Meisterin und 2010 durch einen 3:1-Finalsieg gegen OK Kamnik slowenischer Pokalsieger. In der Saison 2010/11 spielte sie erstmals in der Bundesliga für VT Aurubis Hamburg. Mit Hamburg beendete Kočar die Saison als Tabellensechste und verfehlte nur knapp den Einzug in die Playoffs der Meisterschaft. Im Anschluss folgte ein einjähriges Gastspiel in Kroatien, bevor Kočar, die von ihren Mitspielerinnen meist nur „Kiki“ genannt wird, in den darauffolgenden Jahren für drei verschiedene französische Klubs agierte. Zur Saison 2015/16 wechselte sie erneut nach Deutschland zum Aufsteiger NawaRo Straubing. Nach Ende der Bundesliga-Saison spielte sie für zwei Monate beim thailändischen Club Supreme Chonburi VC. 2016/17 spielte Kočar bei Allianz MTV Stuttgart, mit dem sie den DVV-Pokal gewann, und 2017/18 in Rumänien bei CS Știința Bacău. Seit 2018 spielt sie wieder in ihrer Heimat bei Nova KBM Branik Maribor.
In der slowenischen Frauennationalmannschaft kam Kočar in ihrer bisherigen Laufbahn seit dem Jahr 2000 zu 90 Einsätzen.